# Kamienica Józefa Duzika
Kamienica Józefa Duzika – zabytkowa neorenesansowa kamienica znajdująca się w Alejach Jerozolimskich 61 w warszawskiej dzielnicy Śródmieście.

## Opis

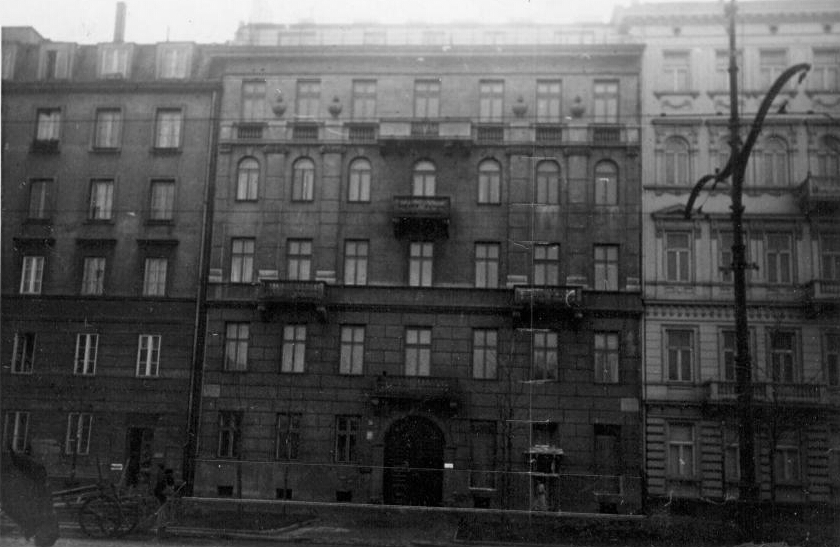
Kamienica około 1938 roku

Kamienica została wybudowana w 1897 roku w stylu neorenesansowym dla Józefa Duzika według projektu nieznanego architekta. Od końca lat 20. budynek należał do Towarzystwa Ubezpieczeniowego "Warta". W 1927 roku odbyła się przebudowa budynku według projektu Bolesława Handelsmana Targowskiego, która zakładała między innymi budowę czwartego i piątego piętra oraz windy. Obok bramy kamienicy do dziś widnieje napis: B.H. Targowski architekt przebudował 1927. Budynek w latach 30. pełnił funkcje biurowe oraz na ostatnim piętrze mieszkalne. Kamienica została wpisana do rejestru zabytków w 2007 roku, a w latach 2009–2010 przeszła remont generalny. Od końca owego remontu tworzy z sąsiednią kamienicą Józefa Lipińskiego kompleks biurowo-usługowy zwany "Lipiński Passage".